# Georges Hulin de Loo

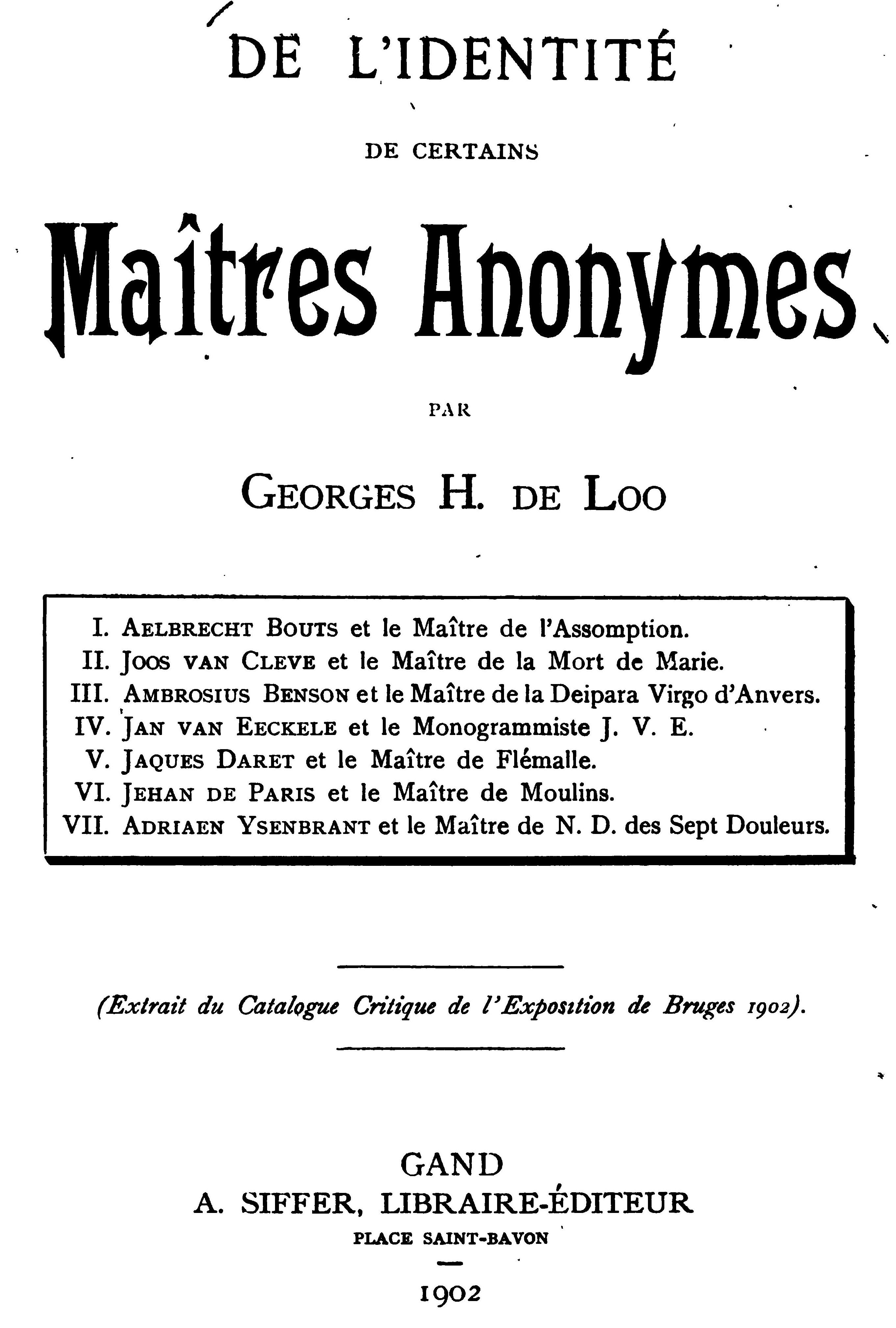
Extracto de su catálogo crítico de la exposición de 1902, donde defiende la identificación de varios pintores.

Georges Hulin de Loo (Gante, 10 de diciembre de 1862 - Bruselas, 27 de diciembre de 1945) fue un historiador del arte belga especializado en el arte neerlandés antiguo. Se educó en su ciudad natal, Gante, donde asistió al instituto y a la universidad, obteniendo un doctorado en la Facultad de Artes en 1883 y una licenciatura en Derecho tres años después. Después viajó a Alemania y París para continuar sus estudios, y regresó a Gante en 1889 para ocupar un puesto de profesor en la Universidad de Gante en diversas materias, como lógica y derecho.
Tras visitar la exposición de arte neerlandés de Brujas de 1902 (Exposition de tableaux flamands des XIVe, XVe et XVIe siècles), publicó un catálogo crítico independiente con Alfons Siffer, en el que destacaba el gran número de errores del catálogo oficial, que había utilizado atribuciones y descripciones de los propietarios. A partir de entonces, se convirtió en uno de los principales expertos en la materia. Escribió una introducción independiente al catálogo en la que especulaba sobre la identidad de los pintores (De l'identité de certains maîtres anonymes), a la que siguieron publicaciones sobre Pieter Bruegel el Viejo y Jan Provoost. Fue el primer historiador del arte que sugirió que Robert Campin era en realidad el pintor conocido como el Maestro de Flemalle y que identificó a Rogier van der Weyden como aprendiz de Campin.
En 1911 estudió y publicó un estudio de las Horas de Turín-Milán que sugiere que Hubert y Jan van Eyck pintaron varias miniaturas, una afirmación que sigue siendo un tema polémico entre los historiadores del arte.
Hulin participó activamente en la comunidad artística, formó parte de comités y asociaciones, y fue editor consultor de The Burlington Magazine. Continuó en su puesto de profesor en la Universidad de Gante, sin embargo, cuando en 1930 la universidad se convirtió en una institución de habla flamenca, se retiró poco después. Siguió escribiendo, y en 1938 publicó una biografía de Rogier van der Weyden. Junto con Max Friedländer, que también visitó la exposición de Brujas de 1902 y escribió una reseña, Hulin se convirtió en uno de los principales estudiosos del arte neerlandés.
Murió soltero y sin hijos en 1945.